# 藤澤オリエ
藤澤 オリエ（ふじさわ おりえ、1974年2月26日 - ）は、岐阜県出身の女優。ケイエムシネマ企画所属。
身長160cm。血液型A型。趣味はウクレレ、アコースティック・ギター、ガーデニング、花束作り、ズンバ。特技は卓球、岐阜弁、関西弁。

## 出演

### 映画
- 放送禁止 劇場版「密着68日 復讐執行人」（2008年） - 患者 役
- 感染列島（2009年） - 記者 役
- 20世紀少年 最終章 ぼくらの旗（2009年） - 博徒 役
- 夢売るふたり（2012年） - 居酒屋の客 役

### テレビドラマ
- 東野圭吾 幻夜 第1話（2010年） - 高峰陽子 役
- 金曜プレステージ 鬼刑事 米田耕作 第1作（2012年） - 大阪の女 役
- サキ 第11話（2013年） - 母親 役
- 間違われちゃった男 第9話（2013年） - 客 役
- 救命病棟24時 第5シリーズ 第3話（2013年） - 野上照子 役
- 相棒（2016年） - 長谷川房子 役

### テレビ番組
- ジカダンパン!責任者出て来い!
- ザ・ジャッジ! 〜得する法律ファイル
- スーパーフライデー
- ベストタイム
- HAMASHO
- ザ!世界仰天ニュース（2009年） - 福田和子 役

### 舞台
- 雪女郎
- 雪女郎・ヒダのスクナ夢語り
- カッコーの巣の上で
- 痛快!! 黄昏ハイスク〜ル!（2008年）
- 白いゲルニカ（2011年）

### CM
- コーセー 雪肌粋
- 三井住友銀行
- 読売新聞

### DVD
- トラウマQ かなりヤバイ家（2011年） - 老婆 役

### Web
- 幽体離脱 - 助教授 役

### スチール
- JRA

### イベント
- 劇的劇団GOTI（2005年 - 2009年）